# Bourse subcutanée prépatellaire
La bourse subcutanée prépatellaire (ou bourse sous-cutanée prépatellaire ou bourse sous-cutanée pré-rotulienne ou bourse pré-rotulienne superficielle) est une bourse synoviale du membre inférieur située au niveau du genou.

## Description
La bourse subcutanée prépatellaire est située entre la partie inférieure de la face antérieure de la patella et la peau.

## Aspect clinique
Les activités répétitives en position agenouillée ( le nettoyage des sols, les couvreurs, les plombiers, les poseurs de tapis, les jardiniers, ...) peuvent entrainer une inflammation de cette bourse synoviale : la bursite prépatellaire, 